# Жена без родословной
«Жена без родословной» (другое русское название — «История жены») (яп. 婦系図, оннакэйдзу; англ. Her Hidden Past) — японский фильм-драма с элементами мелодрамы, поставленный режиссёром Кэндзи Мисуми и выпущенный на экраны в 1962 году. Очередная, пятая по счёту, экранизация одноименного сентиментального романа Кёки Идзуми, опубликованного в 1907 году. Действие происходит в начале 1900-х годов, в нем рассказывается история невозможной любви между молодым послушным учёным Тикарой Хаясэ и прекрасной гейшей Оцутой. Для компании «Дайэй» это была вторая адаптация популярного романа, с разрывом в семь лет. Сначала в 1955 году классик японского кинематографа Тэйноскэ Кинугаса снял свою чёрно-белую версию. Затем в 1962-м в продюсеры «Дайэй» решили сделать версию в цвете и с применением ситемы CinemaScope, в результате чего появилась данная адаптация Кэндзи Мисуми. 

## Сюжет
Молодой карманник Тикара был подобран профессором университета Сакаи на улице в тот момент, когда он пытался украсть у него часы. Профессор привёл Тикару в свой дом и сделал членом семьи.
Десять лет спустя Тикара оправдал доверие профессора к нему. Но дочь Таэко теперь начала считать Тикару больше, чем братом.
Однажды Тикара встречает Оцуту, молодую гейшу. Они влюбляются с первого взгляда и вскоре начинают жить вместе. Сакаи всё же узнает об их отношениях. Он не может простить Тикару за его неподобающее поведение, и приказывает ему выбрать между собой и гейшей. Тикара взвешивает свой десятилетний долг профессору и, подчиняется желанию профессора, пообещав покинуть Оцуту.
Под ароматным сливовым деревом в святилище Юсима двое, которые так любят друг друга, соглашаются расстаться, и Тикара уезжает в Сидзуоку.
Снова Тикара стоит под сливовыми деревьями в святилище Юсима, но глаза Оцуты, любившие их чистые, белоснежные цветы, закрылись навсегда ещё до его возвращения в Токио.

## В ролях
... Сюндзо Сакаи просит сына сделать выбор: либо он оставляет свою недостойную жену, либо остается с ней и разрывает с ним отношения. На этот раз мы прежде всего осознаём, что лицемерие этого нового господствующего класса имеет все отличительные черты лицемерия предыдущего поколения. У самого Сакаи долгое время была гейша: бывшая «оками» Оцуты. И от этих отношений родилась дочь: Таэко. (Мы в мелодраме, и мне это нравится.) История просто повторяется.
- Райдзо Итикава — Тикара Хаясэ
- Масаё Банри — Оцута
- Митиё Когурэ — Коёси
- Эйдзи Фунакоси — Мэноскэ
- Мако Сандзё — Таэко
- Мицуко Мито — госпожа Коно
- Корэя Сэнда — Сюндзо Сакаи
- Ёсиэ Минами — Кин Сакаи
- Кэйко Коянаги — служанка в доме Оцуты
- Рэйко Фудзивара — Митико
- Китидзиро Уэда — Ая Саката
- Сабуро Датэ — Манта
- Тацуя Исигуро — Хидэоми Коно
- Сихо Фудзимура — школьница
- Ёити Фунаки — учитель

## Премьеры
- — 21 февраля 1962 года состоялась национальная премьера фильма в Токио[2]

## Другие экранизации романа Кёки Идзуми
- «Женщина без родословной» (1934), реж. Хотэй Номура, в роли Оцуты — Кинуё Танака, в роли Хаясэ — Дзёдзи Ока.
- «Женщина без родословной» (1942, фильм в двух частях, выпущенных в прокат раздельно), реж. Масахиро Макино, в роли Оцуты — Исудзу Ямада, в роли Хаясэ — Кадзуо Хасэгава.
- «История жены: Цветущие сливы в Юсима» (1955), реж. Тэйноскэ Кинугаса, в роли Оцуты — Фудзико Ямамото, в роли Хаясэ — Кодзи Цурута.
- «Генеалогия женщины: Цветущие сливы в Юсима» (Элегия гейши, 1955), реж. Митиёси Дои, в роли Оцуты — Миюки Такакура, в роли Хаясэ — Сигэру Амати.